# جوناثان تايلور (متزحلق جبال الألب)
جوناثان تايلور (بالإنجليزية: Jonathan Taylor)‏ هو متزحلق جبال الألب بريطاني، ولد في 12 أكتوبر 1943.

## وصلات خارجية
- جوناثان تايلور على موقع أوليمبيديا (الإنجليزية)